# Villa Hidalgo, Sonora
Villa Hidalgo là một đô thị thuộc bang Sonora, México. Năm 2005, dân số của đô thị này là 1565 người.